# Walter Womacka
Walter Womacka (22 de dezembro de 1925 – 18 de Setembro de 2010) foi um artista alemão do Realismo Socialista.
Womacka nasceu na antiga Tchecoslováquia, tendo morado a maior parte de sua vida em Berlim. 